# (1074) Белявския
(1074) Белявския (лат. Beljawskya) — типичный астероид главного пояса, открыт 26 января 1925 года российским и советским астрономом Сергеем Белявским в Симеизской обсерватории и впоследствии назван в честь первооткрывателя (название упомянуто в 1955 году).

## Обнаружение и именование
(1074) Белявския
Открыт 26 января 1925 года в Симеизе С. И. Белявским.
Эта планета названа в честь первооткрывателя С. И. Белявского (1883—1953), астронома Симеизской обсерватории. Между 1912 и 1927 годами он открыл 36 пронумерованных малых планет и блестящую комету 1911 IV. Название предложено сотрудниками Симеизской обсерватории.
Оригинальный текст (англ.)1074 Beljawskya
Discovered 1925-01-26 by Belyavskij, S. at Simeis.
This planet is named in honor of the discoverer S. I. Belyavskij (1883—1953), astronomer at the Simeis Observatory. He discovered 36 numbered minor planets between 1912 and 1927 and the brilliant comet 1911 IV. Name proposed by the Simeis Observatory staff.
Источник: DISCOVERY.DB.

## Орбита

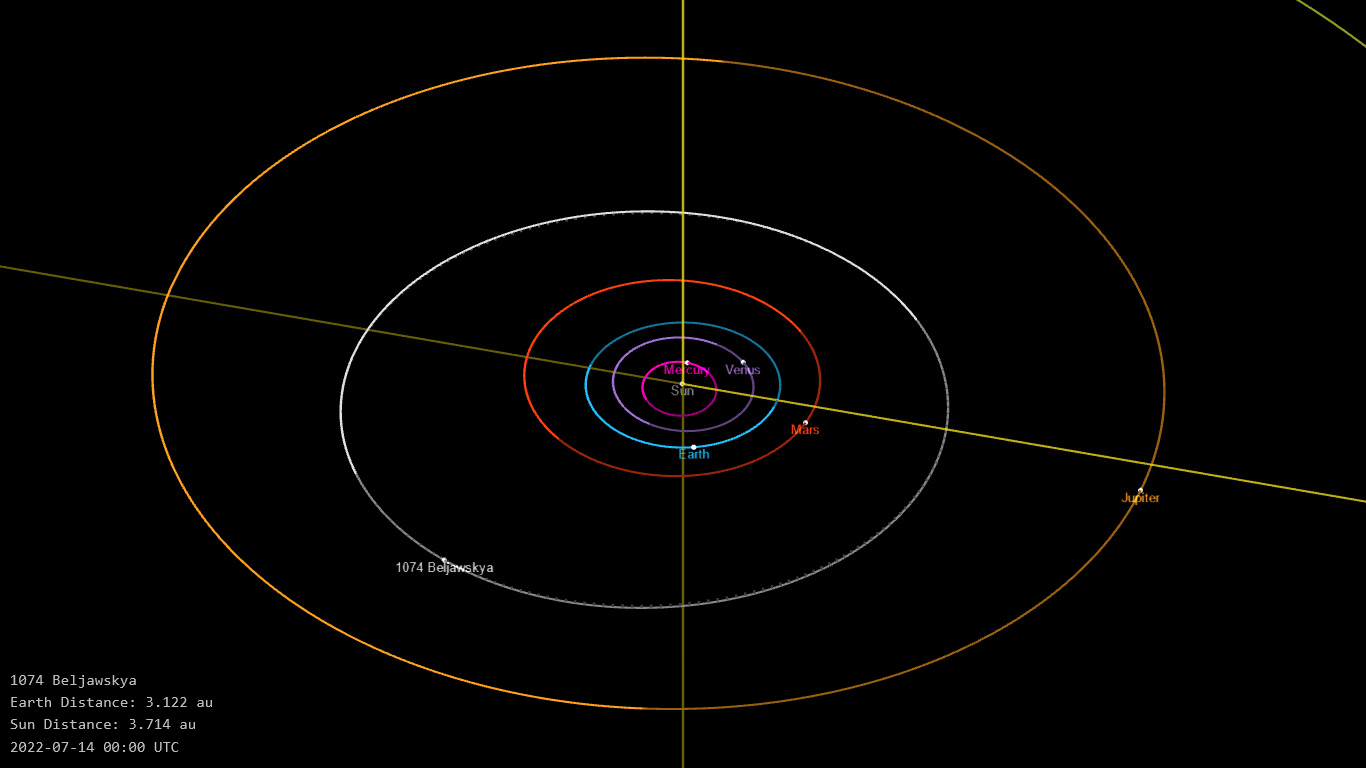
Орбита астероида Белявския и его положение в Солнечной системе

## Физические характеристики
Из наблюдений телескопа VISTA следует, что астероид относится к таксономическому классу C.
По результатам наблюдений в инфракрасном диапазоне орбитальной обсерватории IRAS и спутника Akari и наблюдений в видимом и ближнем инфракрасном диапазоне космического телескопа NEOWISE диаметр астероида сначала оценивался равным 47,82±2,2 км, позже — 54,368±0,813 км, 52,28±0,96 км, 39,91±11,13 км, 49,189±0,666 км и 42,42±14,10 км. Согласно тем же источникам альбедо оценивается как 0,0772±0,007, 0,0598±0,0111, 0,066±0,003, 0,08±0,03, 0,073±0,008 и 0,068±0,056.